# 千野敏子
千野 敏子（ちの としこ、1924年〈大正13年〉3月15日 - 1946年〈昭和21年〉8月2日）は、日本の小学校教諭。
第二次世界大戦後の食糧難の中、闇買いを拒否して22歳で死去した。そののち、女学生時代から多くの感想や詩を書き記していた手記「真実ノート」が、旧師の三井為友の手により遺稿集『葦折れぬ』にまとめられて1947年（昭和22年）に刊行され、若い世代に広く読まれるベストセラーとなった。

## 生涯

### 生い立ち
1924年（大正13年）3月15日、長野県諏訪郡上諏訪町（現・諏訪市）にて、父・千野俊次と母・のぶの二女として生まれる。父は長く小学校の教師を務めた人物で、母も昔は教師であった。姉、兄、弟の4人きょうだいであったが、兄は幼くして早世し、7歳上の姉も敏子が小学生のときに17歳で死去。弟も敏子と同年の、1946年（昭和21年）春に亡くなっている。
幼少期について敏子は「私は何も荒んだ事なく極く平和に育てられた」と振り返っている。一方、母や祖母が敏子らを大事にする余り「外へ出して何か間違ひでも出来れば困る」という方針であったため、外へ出て近所の子供たちと遊ぶことは一度もなかった。敏子は、このことは自身に「重大影響があつたと思ふ」とし、「私の元来の性質がどこか積極的で今でも心の底には何かしら激しい所があるやうなのに、少くとも外面は不快活で陰気な社交性に乏しい性格であるのはやはり此の幼児期に家に閉籠つて居たのが原因だと思はれる」と記している。
上諏訪町立高島小学校（現・諏訪市立上諏訪小学校）に入学してのちは、「内気な私にも初めてお友達と言ふものが出来て、出来たら嬉しくなつてよく家へ呼んで遊んだ」という。内気な性格ではあったが、千代紙やままごとは嫌いで殆どしたことがなく、隠れ鬼などを好んでしていた。また、体が弱かったため、諏訪高女へ進学してからも小学校時代の教師と再会すると「唯弱い元気のない者」として見られ、閉口することもあったという。
この頃から読書熱は旺盛だった。店頭に本の少ない時代ではあったが、両親が教師であったために家には大量の蔵書があったほか、近所に図書館があり、高女時代にはいつも利用していた。また、家事を強いられることもなく、人の出入りの少ない静かな家であったことも、読書に没頭できる環境となったとされる。
敏子が10歳であった3年生の終わりの頃に、姉が死去。敏子はこの出来事について「大打撃だつた」とし、「唯一の遊び相手を失つて、これから家の中で遊ぶ相手は弟だけになつた」と振り返っている。

### 諏訪高女時代
1937年（昭和12年）、長野県諏訪高等女学校（現・長野県諏訪二葉高等学校）に入学。この学校で、のちに『葦折れぬ』を編集、刊行することとなる三井為友の教えを受けた。諏訪高女での敏子は、友人らとお喋りに熱中したり、ピクニックに出かけたりもする普通の女学生であった。敏子自身も「私にとつて女学校は小学校よりはるかに楽しいと思つた。先生はみんな愉快で、お友達は朗かで誰もが勉強が出来て気持よかつた。女学校は明るい所だと云ふ印象を与へられた」と記している。
一緒にいることが多かったのは、後述の「真実ノート」に「Mさん」として登場する矢崎（旧姓・小口）澪子、「MSさん」として登場する臼井（旧姓・関）美代であった。しかし一方、「よき友を得たい」との思いから友人への期待が大きすぎ、常に不満の残る結果となることに悩んでもいた。澪子は「真実ノート」に「Mさんは実に軽薄な人である」と書かれたほか、直接にそのような指摘を受けたこともあったという。次々と友人を変えたこともあり、敏子はそのような自分を「吸血魔」と呼んでもいる。
1941年（昭和16年）春に4年制の本科を卒業し、松本市の女子師範学校を受験。しかし不合格となったため、諏訪高女の補習科に進学することとなった。三井は師範学校の不合格の理由を「恐らく体力テストのため」としている。この年の夏には初等科訓導の検定試験を受け、無事に合格した。
この17歳の夏、敏子は日記とは別に、「真実ノート」と題したノートを書き始めた。友人の矢崎澪子によれば、「真実ノート」執筆のきっかけは、夏休みを迎えて帰ってきた、敏子らより1年先に卒業し看護婦養成所に入った友人が敏子や澪子らと再会し、4ヶ月間の経験や未来への希望を語ったことであったという。澪子はこの話が、「孤立した制限付きの世界」に閉じ込められた自分たちに、「広い明るい輝かしい真実の世界」を教え、激しい活力と共に「何かしたい」「何かしなければ」という考えを喚起したとしている。
そこで敏子と澪子は、行きつけの笠原書店で同じノートを購入し、このノートに「その日その日の出来事や、思索を書き残し、口に出して反抗出来ない憤りのはけ口にする事を無言のうちに約束」した。この際、澪子はノートに「ひらめき」と名付けた一方、敏子は、禁制となっているために隠れて以前に読んだ、清水澄子の『さゝやき』を念頭に置いて、「さゝやきみたいに暗くて感傷的なものは絶対にいやだわ、私のノートには最も理智的で、現実的な名前をつけるわ」と言い、「真実」と命名している。
ノートの冒頭に敏子は「よき友を得たい／真実の世界に住みたい」と書き、「これが、現在の私の最も切なる願望である。そして私は如何にすれば此の願望がかなへられるかを知らない」としている。また、1冊目のノートを書き終えた際には末尾に「真実ノートよ。お前を讃へよう。お前は立派だ。お前の隅々にまで私の真実が満ち溢れて居るのを私は見る」と書き記した。「よき友を得たい／真実の世界に住みたい」との言葉は「真実ノート」4冊中、3冊までの冒頭に同様に書かれ、4冊目では「私の生涯はただ／真実を求める為の／前進だ」となっている。
敏子と澪子は、2-3日毎に互いのノートを交換し合い、批判し合った。偶然に二人の考えていることが同じだったこともよくあり、どんなところでそれを考えたかなどの討論を、2時間も2時間半も続けたと、澪子はのちに述懐している。このノートのやり取りを通して、二人の関係はより密接なものとなっていった。
またこの時期、教育学の教師「MI先生」に敏子は「激しい思慕の情」を燃やしてもいた。敏子と共に、先生の退勤を待って一緒に帰ったり、自宅を訪ねたりもした美代は、この敏子の思慕について「一番の関心ごとである知識欲を満たしてくれる存在にようやく出会えて夢がかきたてられたのだと思います」と語っている。敏子は以前と比べてもよく笑うようになり、明るくなった印象を澪子らに与えたが、当人に自らの思いを知らせることはなく、「真実ノート」や日記に記されたこの恋愛に関する記述も、死の直前に墨で殆どを抹消している。この「MI先生」が三井であることは、『葦折れぬ』の「おぼえがき」で本人が明らかにしている。

### 教職へ
1942年（昭和17年）春、敏子は補習科の2年へ進むことはせず、4月から諏訪郡富士見村（現・富士見町）の、富士見国民学校（現・富士見町立富士見小学校）の教員となった。当時の同僚によれば、物静かで口数は少なく、戦時中に衣食に不自由した際にも不満を口にすることはなかった。生徒に対しては、身の回りの整頓や勉強への取組みなどには厳格である一方、体罰を加えることはせず、病気や怪我をした際には見舞いに訪れるなど、面倒見のいい優しい教師であったという。
美代は、当時の敏子と会っても学校のことは余り話題には出なかったが、「ただ、同僚の女の先生同士の一般的な話題や行動には、なかなかなじめなかったようすは窺い知ることができました」としている。敏子自身も「真実ノート」に、「ほんの僅かの理智も持合はせないで、しよつ中感情の奴隷となつて、それで全然自覚のないエゴイストで、豚のやうに意地が汚くて、読む本と言へば講談だの落語だのといふ俗悪極るものばかりで、それで自分はいつぱしの国文学通だと思つてゐる人間（中略）、さういふ俗つぽさの極みの人々が、私の周囲の女教師なのである。私はその俗の中にあつて敢然と孤高を守り続けて行くのだ」と記している。
一方、富士見高原の自然に囲まれた環境は、敏子の性格を一変させる影響を及ぼした。戸外で夜の更けるのも忘れて星を眺めていたと、澪子によく話していたほか、わらびや茸採りのため、丘や杉林を一緒に歩き続けたこともあった。この頃の敏子について、澪子は「学校時代の、人をさけるような暗いかげも何処かに払拭され、全く性格の変つた明るい『生きる事』を最上の喜びとしている人であつた」と記している。この頃にはノートは全く交換されなくなっていたが、週2-3回は手紙を往復しており、澪子によれば敏子は次のようなことを記してもいた。
1944年（昭和19年）5月11日、出勤のため駅へ降り立った際、偶然にMI先生（三井）が出征しようとするところに遭遇する。三井とは久々の再会であり、最後の別れでもあった。敏子は「真実ノート」に、「嵐烈しく、降りしきる雨に八ヶ岳も見えぬ高原の五月の朝、私の過去の思ひ出の第一章に終止符が打たれた。そして私は此の朝、驚くばかり冷静であつた。」と、日記には、「私は此の重大な時にどうしてあのやうに冷静であつたのだらう。（中略）何故、私はかういふ重大な場面に直面した時、あゝも冷静になつてしまふのだらう。何故私はあの時、蓄積した情熱をぶちまけなかつたのだらう」と書き記している。またすぐに美代へ手紙で知らせ、恐れていた日の来たことを共に悲しみあった。

### 死去
1946年（昭和21年）春、弟の昭二が死去し、千野家の4人きょうだいで残ったのは敏子のみとなった。敏子は「真実ノート」に、次のように書き記しているが、この記述がノートの最後となった。
「真実」を求め続けていた敏子は、第二次世界大戦後の食糧難の中でも闇買いを拒否し、栄養失調に陥っていた。日記には毎日の食事量を細かく記入し「これで生命が保てるだろうか」と記していたとされる。当時は富士見村の栗生に下宿して自炊生活を営んでいたが、下宿から富士見小学校までの3キロに渡る道を歩いて通勤しており、敏子が今にも倒れそうによろよろと歩いている姿を生徒が目撃している。
また「真実ノート」にも、敏子は次のように記していた。「空腹と疲労――此の二つの現実が、現在の私のすべてを覆ひ尽くしてゐる。思索――理想――感傷――あらゆるものはこの二つの威力に圧倒されて、遠い昔の夢の如くにしか、思へなくなつた。『真実』が、かくも偉大にして深刻なことは、最初から私が怒鳴り立てゝゐたことであるが、此のやうな現実が私の内に起らうとは、かつて私は予期しなかつた」。
1946年（昭和21年）5月16日、遂に教壇で倒れ、病院へ搬送される。敏子は入院した旨を澪子へ葉書で知らせており、「私はとうとうやられました。しかし常に寝たいと思つていたのでいゝ機会かと思つて、物心両面の修養をする積りです」と記していた。この頃、自身も病気であった澪子は2、3日経ってから見舞いに訪れたが、敏子は青白い顔をしてすっかり痩せており、まるで別人のように見えたという。それでも敏子は澪子の前で「すぐなおるわ、又富士見へ行きたいわ」「おすしが喰べたくて……」と口にしていたが、憔悴しきっていた身体は容易には恢復しなかった。敏子は再起を諦め、床に就いたまま紙片に鉛筆で、次のような絶筆を書き残している。

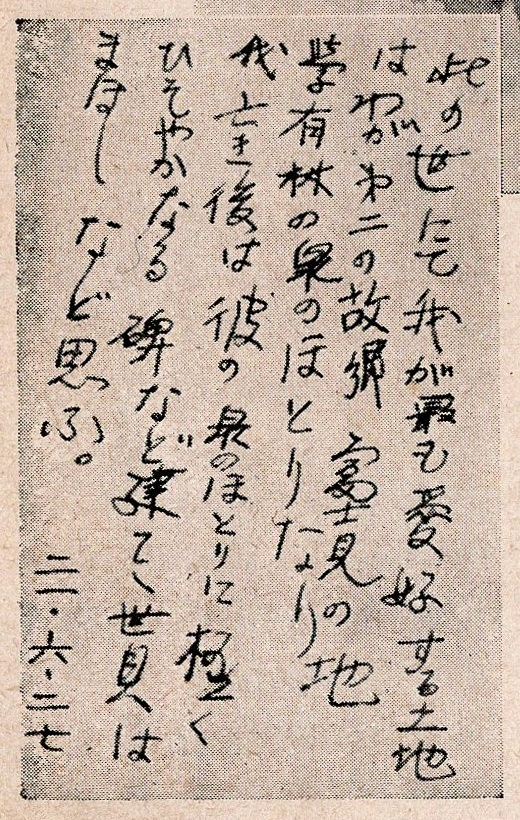
絶筆の手蹟

8月2日、腸捻転、または腸閉塞のため死去（22歳没）。山下武は、「病名が何であれ、すでに回復がおぼつかないほど身体が弱っていたのであろう」としている。三井は「彼女の死期を早めたものは、そのひたむきな真実の生活であつた事は疑ふべくもない」と記している。
墓は諏訪湖を見下ろす温泉寺にあり、先祖の墓と共に「千野敏子・千野昭二之墓」と刻まれた墓石が、木蔭の一隅に立てられている。

## 葦折れぬ

### 編纂
1944年（昭和19年）5月に応召した三井為友は、北満を経てイギリス領北ボルネオで終戦を迎えた。捕虜生活を終えて1946年（昭和21年）7月に帰国、故郷に戻ったところで敏子の入院を聞いたが、戦地から持ち帰った熱帯マラリアのため見舞いに行けないうちに、敏子の死去を聞いている。しかし、殆ど戦死が確実と考えられていた三井の無事は、病床の敏子にも伝わっており、満足の笑みを洩らしたという。
三井は、敏子の死から半月ほどしてから墓参した際、敏子の両親から「真実ノート」4冊を見せられ、両親の意志に従って、これを刊行することに決めた。また澪子によれば当初、遺稿は自分を含む2、3人の友人の手によって刊行する予定であったが、拝借のため千野家を訪れたときには、既にMI先生（三井）によって持ち去られた後であったという。
敏子の遺稿は、「真実ノート」4冊のほか、小学校時代からの作文数綴、日記数冊、富士見小学校時代の栗生自炊日記3冊、生徒観察記録1冊、書きかけの「我が詩論」等が遺されていた。三井は遺稿集の編纂に当たって取捨選択を行い、「真実ノート」は死の直前に多くの部分が抹消されていたものの、全体の3分の2程度を載せた。掲載箇所については「特にどうという標準も立てず、思想発展の脈略がとれる程度にした」としている。作文に関しては、高女時代のものに限定して載せ、日記は「真実ノート」と重複する時代のものからごく一部分を掲載している。
また三井は日記について、「私に関する記事が殆ど毎日を埋めている事は、予期を超えて居り、選択にひどく困惑させられた」とし、両親が中々日記を見せてくれなかったことにも納得がいったとしている。しかしこの部分だけを削除することは不自然だとして省くことはしなかったという。また、栗生自炊日記は思想生活との関連が薄いため1日分だけを載せ、「我が詩論」は未完成であること、生徒観察記録は生徒への配慮から、掲載を見送っている。
題名の『葦折れぬ』は三井の命名によるもので、ブレーズ・パスカルの言葉「人間は考える一本の葦」に由来する。小池勇は「文語調の書名は、今だったらないかもしれないが、その文語調が、初版当時、この本を初めて手にした私などには、特有の余韻を与えてくれていたように思う。その余韻には、深い知性、純粋性、そして、夭折を惜しむ哀感といったものが渾然としてこめられていたように感じとったものであった」と述べている。
『葦折れぬ』は、1947年（昭和22年）9月20日に大月書店より刊行された。しかし、初刊の『葦折れぬ』は余りに早急に作成されたため、「千野敏子の全貌を伝えるに充分でなかつた」ことや、版元からの要請もあったことから、のちに増補版が刊行されている。また、「読者の熱望」に応えての刊行であったともされる。この増補版では追加で作文が2篇収録されたほか、友人の矢崎澪子（旧姓・小口）の追想記も追加された。

### 受容
刊行された『葦折れぬ』はよく売れ、数年で十数版を重ねた。初版の1年後には読者の自発的寄金で遺言通りの碑が建立され、のちには大月新書の一冊にもなっている。
早乙女勝元は、鐘紡東京工場で少年工として働いていた14歳のとき、同僚の少年が持ってきた『葦折れぬ』の、「若い時分に迷ひと言ふものを全然知らなかつた人は（そんな人があるかどうか知らないが）、老年になつてどれほど洞ろな寂しさを感ずるだらう。私もこれから様々な迷ひにぶつかりたい」「迷ひよ、来い！　私はお前にぶつかるだけの覚悟は出来てゐるつもりだ」との文言を目にして、強烈な衝撃を受けたとしている。そして「たちまちのうちに、千野敏子のひたむきな魂に魅了されてしまった」が、それは当時自分だけでなく、「鐘紡東京工場にはたらく少年工たちにとって、千野敏子はそのアイドルになった感じさえしたのである」とも記している。
小池勇も、友人が貸してくれた『葦折れぬ』を読んで深い感銘を受け、全校行事の意見発表会で「『葦折れぬ』を読んで」と題し、「自分たちと同世代に残したこの本の筆者の思索の深さと的確さは見事なほどであり、その思索の足跡には人として顧みなければならない貴いものがある」と話したとしている。同時に、扉に載っている、セーラー服姿で微笑する敏子の面影は強く胸に刻み込まれ、「私にとってそれは正に青春の日の憧憬となっていたものであった」と記している。
1963年（昭和38年）6月には、『高1コース』（学習研究社）の別冊附録として、抄本が刊行されている。この際にも、『葦折れぬ』を深く受け止めた数十名の男子高校生から、三井に手紙が送られるという反響があったという。

### 分析
東栄蔵は、「「真実ノート」四冊の基底を貫いているものは、自己に対しても、自己をとりまく友人や教師に対しても、そして社会に対しても、たえず濁りないみずからの眼ですべてを見つめ考えていることである」「そこには、感傷に流されたり当時の強制された価値観でものを観ることを自戒し、理性をつねに大切にしようとしている姿がある」と評している。故におのずから偽善や虚偽を憎む眼が育ち、批判は学校での修身や裁縫の授業、女子師範学校、当時の女流歌人の作品に「みなぎるいのちの力のない」ことなどに向けられるが、最も厳しく批判されているのは国家の虚偽である戦争であるとし、「情報は統制され、カーキ色の思想がすべてを重くおしつつんでいて、戦争に協力することが至高の大義であり美徳とされた時代に、諏訪湖畔の一女学生がこのような良心の自由と批判の眼をもちえたことは、まことに驚くべきことである」としている。また同時に、高原の情緒をうたった詩が多く挿入されるなど、早乙女勝元が書いたように「青春のうるおいが豊かに息づいている」とも評価している。
津留宏も、「この手記が最も燦然たる光輝を放つ」のは「自分の本当に感ずることを、それがたとえ一般の世論に反するようなものであっても、迷わず恐れずはっきり述べる勇気があった」ことによる方面の部分であるとし、「国民の誰もが自由と個性と正しい判断力を失っていた時代に、この山国の一女学生が、こんな批判をしていたとは、青年の純粋な態度の頼もしさをしみじみ感じさせる、真実を愛することはやはり尊いと思う」と述べている
一方、「真実ノート」中では、火野葦平原作の映画『土と兵隊』を観て「ただかぎりなく深刻な美のみ」を感じたり、大木惇夫の大東亜戦争詩集『海原にありて歌へる』を読んで無条件に感激していることなども指摘される。東は「しかしそこには戦争礼賛もなく兵士への安価な同情の涙もないことにも目を向けたい。むしろこれは敏子の詩人的な「青春のうるおい」の側面から生まれた鑑賞と受けるべきだろう」とし、別の箇所では当時の戦争詩への批判も見られることを指摘している。山下武も『土と兵隊』の感想の箇所について、「戦時下の十七歳の女学生としての限界があるのはやむをえない。「戦争を憎悪する」だけでも、当時、大それたことだったのである」としている。
また津留は「しかし彼女の求める「真実」とは一体なんだろうか」とし、ノートには「真実」そのものに対する考察が見当たらないことを指摘している。そして「真実の断片をいくらかき集めても、これを秩序づけ、これを貫く原理を思索によって抽象しなければ、人生の意義は少しも解明されないのである。このことに彼女が気づいたなら、彼女の人生探求がただ真実の周りを堂々めぐりすることなく、飛躍的に発展してゆく道を進み得たであろうに、と惜しまれる」と述べている。そして、女学生時代は理解と自由に恵まれていたために、まだ純粋な真実探求の生活が可能であったが、小学校への就職後は周囲の大人の俗っぽさに失望した上、軍国主義的な教育をしなければならない生活に苦しめられ、「彼女の理知による真実探求の道は、その論理的必然としての行きづまりと、当時の非合理的な世潮の圧迫との両方からの圧力により、著しく停滞してしまったらしい。第四冊目のノートへの記述は著しく少くなり、気分はますます悲観的になっている」と指摘している。
小池勇は、「生きる上での信条を真剣に考え、人間としての自己の内奥を見つめ、友情・家族愛・そして師との心の交流についても思いを馳せ、文学や世事への関心を語る一方で、何よりも戦いつつ自国や世界の国々の動向にも冷静な眼を向けていたわけである。そこに見られる視野の広さと、対象を見つめる眼の確かさには今さらながら感心させられるのである」とし、こうした思考の土台は、幅広く行われた読書であっただろうとしている。また、「真実」という言葉には美しいものを感じさせられがちだが、敏子の求めた「真実」は、「どちらかというと醜につながる人間の本音の部分である」とし、「周囲に在る人が本音や人の心の心底に持つものに気づかないか、あるいは気づいていても、それを隠蔽してしまう生き方に、もどかしさを感じるゆえの筆者の心なのであろうけれど、そこには、やはり少女らしい一途さというか、純粋さといったものが窺われもするわけである」と述べている。

### 書誌情報
- 『葦折れぬ』、大月書店、1947年9月20日。増補前（1946年4月20日発行の3版）の内容は、「眞實ノート」1冊目から4冊目、「絶筆・寫眞」として「『春を待ちつゝ』を讀みて」「信濃の山麗し」「母」「最近の感想」を収録。旧字旧仮名。敏子と絶筆の写真の口絵、三井為友の「序」、藤森成吉の「跋」を附す。
  - 1950年12月15日発行の増補8版の内容は以下の通り。「眞實ノート」1冊目から4冊目、日記抄、作文「父」「我が回顧」「『春を待ちつゝ』を讀みて」「信濃の山麗し」「母」「最近の感想」を収録。旧字旧仮名。敏子と絶筆に加えて記念碑の写真の口絵、三井為友の「序」、矢崎澪子の解説「眞実への情熱 ――千野敏子さんのこと――」、藤森成吉の「跋」、三井の「おぼえがき」を附す。
- 『葦折れぬ』〈大月新書〉、大月書店、1955年6月30日。「真実ノート」1冊目から4冊目を収録。表記は新字新仮名となり、三井の手により、一部の漢字が仮名に変えられている[16]。敏子と絶筆の写真の口絵、三井の「編者あとがき」を附す。
- 『葦折れぬ』〈若い人の図書館〉、童心社、1973年6月10日。 - 三井為友編。「真実ノート」1冊目から4冊目を収録。新字新仮名。敏子の写真の口絵（絶筆は扉）、三井の序文「はじめに」と早乙女勝元の解説「私の青春の日の少女――一読者として」を附す。

## その後

### 記念碑
1948年（昭和23年）10月、富士見高原に千野敏子記念碑が建立された。発起人は笠原武次、石城小三郎らで、多くの『葦折れぬ』読者からの募金も集まったという。場所は富士見村富岡分村の、元学有林の小さな丘で、碑には三井の選んだ「真実はかなしきかな、それはついに反逆視せられ」との文言が、鈴木竹影によって書かれ、石工の守屋吉助によって刻み込まれた。三井は「故人の志のごとく、極くささやかな碑である」としている。
しかしこの碑文はやがて、拓本により摩滅した。1963年（昭和38年）、前述の通り『高1コース』（学習研究社）の別冊附録として『葦折れぬ』の抄本が刊行され、「予想外の反響」を呼んだ。敏子の母親の意志により、この際の学研からの謝礼金が、碑の再建に充てられることとなった。新たな碑は敏子の絶筆をブロンズに刻み、拓本にも耐えるようにされた。
1984年（昭和59年）には、泉が埋め立てられ、工場の隣接地となったため、町長・町教育委員会の配慮により、富士見町立富士見小学校に移転された。更に1994年（平成6年）11月1日には、「町の文化施設の敷地内に在ることがより望ましい」との関係者の判断から、富士見町コミュニティプラザの敷地内に移されている。

## 人物評
友人の矢崎澪子は、「一切を自己の内にひそめて、表面に出さず、滅多に笑う事もしなかつた敏子さんは、学校内にあつては非常に目立たない存在であつた。唯敏子さんを知るものだけが、その瞳の中に燃えている、はげしい情熱を見る事が出来た」と記している。
三井為友は、「すみきった理智のまなこと共に、孤独ではひとときもいたたまれない人なつこさを胸にいだいていた」「私は彼女を冷静な、知性的な生徒と思つていたが、その圧えられた熱情の激しさを今日になつて知つて、いたいたしく、自分の思いやりのなさに胸を刺される。悔恨はさまざまな事を言いたいが、今は只故人の冥福を祈るのみである」としている。
富士見小学校で同僚だった平出まつゑは、「千野先生は、地味な印象の方でした。常に静かで、笑い声を立てるようなこともめったにしませんでした。一方、芯の強さということも印象として記憶に残っています。子どもの躾などについても強い信念を持ち、企画したことを会議で通すために、二度にわたって繰り返し提案されたことが思い出されます」と回想している。